# Hancheng
Hancheng är en stad på häradsnivå som lyder under Weinans stad på prefekturnivå i Shaanxi-provinsen i nordvästra Kina. Den ligger omkring 200 kilometer nordost om provinshuvudstaden Xi'an.
- Wikimedia Commons har media som rör Hancheng.